# Trigonoptera immaculata
Trigonoptera immaculata är en skalbaggsart som beskrevs av Gilmour 1950. Trigonoptera immaculata ingår i släktet Trigonoptera och familjen långhorningar.
Artens utbredningsområde är Irian Jaya. Inga underarter finns listade i Catalogue of Life.